# Ксаверувка
Ксаверувка (пол. Ksawerówka) — село в Польщі, у гміні Файславиці Красноставського повіту Люблінського воєводства.
Населення — 227 осіб (2011).

## Демографія
Демографічна структура станом на 31 березня 2011 року:
|          | Загалом | Допрацездатний вік | Працездатний вік | Постпрацездатний вік |
| -------- | ------- | ------------------ | ---------------- | -------------------- |
| Чоловіки | 98      | 15                 | 66               | 17                   |
| Жінки    | 129     | 24                 | 58               | 47                   |
| Разом    | 227     | 39                 | 124              | 64                   |